# عيسى الحمر (ممثل)
عيسى الحمر (من مواليد 1988 في الكويت)، ممثل كويتي. خريج المعهد العالي للفنون المسرحية.

## أعماله

### من المسلسلات
- دبي لندن دبي
- زينة الحياة.
- شارع 90.
- بنات الجامعة.
- ساهر الليل وطن النهار.

## روابط خارجية
- عيسى الحمر على موقع قاعدة بيانات الأفلام العربية